# Pikit
Pikit ist eine philippinische Stadtgemeinde in der Provinz Cotabato. Sie hat 154.441 Einwohner (Zensus 1. August 2015).
2003 fand in Pikit der sogenannte Pikitkrieg zwischen muslimischen Separatisten und der philippinischen Armee statt.

## Baranggays
Pikit ist politisch in 42 Baranggays unterteilt.
| - Bagoaingud (Bagoinged) - Balabak - Balatican - Balong - Balungis - Barungis - Batulawan - Bualan - Buliok - Bulod - Bulol - Calawag - Dalingaoen (Lalingaon) - Damalasak | - Fort Pikit - Ginatilan - Gligli - Gokoton (Gokotan) - Inug-ug - Kabasalan - Kalacacan - Katilacan - Kolambog - Ladtingan - Lagunde - Langayen - Macabual - Macasendeg | - Manaulanan - Nabundas - Nalapaan - Nunguan - Paidu Pulangi - Panicupan - Poblacion - Punol - Rajah Muda - Silik - Takipan - Talitay - Tinutulan - Pamalian |